# McLaren MCL34
A McLaren MCL34 egy Formula–1-es versenyautó, mely a 2019-es Formula–1 világbajnokság során volt a McLaren-csapat autója. A csapat ebben az évben új pilótafelállással indult: a Renault csapatától érkezett Carlos Sainz és az előző évi Forma-2 második helyezettje, a korábbi tesztpilóta Lando Norris. Akárcsak az előző évben, a McLaren Renault-motorokat használt, egyedüli partnercsapatként. Az MCL34-es jó konstrukciónak bizonyult, a középcsapatok között a legjobb volt a McLaren, még a gyári Renault csapatnál is jobban teljesítve, Carlos Sainz pedig hosszú évek után újra McLaren-dobogót szerzett.

## Fejlesztés
Az előző évi gyenge eredmény után a csapat menesztette Tim Goss és Matt Morris tervezőket, helyettük Peter Prodromou lett a vezető tervező, és Pat Fry visszatért a Ferraritól (1993-2010 között már dolgozott a csapatnál). Emellett a Toro Rosso csapatától leigazolták James Keyt, hogy az autó tervezésénél szakmai felügyeletet biztosítson.

## Évad
A szezont megelőző teszteken az autó gyorsnak tűnt, folyamatosan a mezőny első felében tanyázott és megbízható is volt. Ugyanakkor az összetett elemzések és statisztikák azt mutatták, hogy teljesítményben inkább a mezőny alsó harmadában vannak.
Ausztráliában nem kezdték jól az évet: Norris ugyan villantott egy nyolcadik helyes rajtpozíciót, de a versenyen beszorult a mezőnybe és csak 12. lett. Sainz még nála is rosszabbul járt: már a kvalifikáció első körében kiesett, a versenyen pedig kigyulladt a motorja, így fel kellett adnia a futamot. Bahreinben aztán mindkét autó bejutott a Q3-ba - Norris jó versenyen hatodik lett, míg Sainznak ismét balszerencséje volt, egy versenybaleset miatt ki kellett állnia kereket cserélni, és az utolsó helyről fel is adta a futamot váltóproblémára hivatkozva. Kínában csapnivaló időmérő után mindkét pilótájuk versenybaleset áldozata lett, pont nélkül távoztak. Az azerbajdzsáni futamon aztán először a szezon során kettős pontszerzést könyvelhettek el.
Spanyolországban új fejlesztéseket próbáltak ki, ám egyedül csak Sainz tudott velük élni, mert Norris kiesett. Nyolcadik helye viszont azt is jelentette, hogy a csapat megszerezte a konstruktőri negyedik helyezést a világbajnokságban. Így előállt az a furcsa helyzet, hogy a gyengélkedő Renault gyári csapatnál is jobban álltak. Monacóban Sainz elcsípett egy hatodik helyet, majd Kanadában újra sikertelenek voltak. Franciaországban és Ausztriában kettős pontszerzést értek el, majd Németországban ismét Sainz révén az addigi legjobb, ötödik helyet szerezték meg. Néhány viszonylag sikertelen futamot követően aztán Carlos Sainz révén majdnem hat év után Brazíliában megszerezte első dobogóját a csapat, miután Lewis Hamilton 5 másodperces büntetést kapott a futam után (így a dobogóra Sainz csak utóbb, csapata segítségével állhatott fel). A szezont konstruktőri negyedikként zárták, ilyen jó eredményt 2012 óta nem értek el.

## Eredmények
| Év   | Csapat          | Motor             | Abroncs | Versenyzők       | Nagydíjak | Nagydíjak | Nagydíjak | Nagydíjak | Nagydíjak | Nagydíjak | Nagydíjak | Nagydíjak | Nagydíjak | Nagydíjak | Nagydíjak | Nagydíjak | Nagydíjak | Nagydíjak | Nagydíjak | Nagydíjak | Nagydíjak | Nagydíjak | Nagydíjak | Nagydíjak | Nagydíjak | Pont | Helyezés |
| Év   | Csapat          | Motor             | Abroncs | Versenyzők       | AUS       | BHR       | CHN       | AZE       | ESP       | MON       | CAN       | FRA       | AUT       | GBR       | GER       | HUN       | BEL       | ITA       | SIN       | RUS       | JPN       | MEX       | USA       | BRA       | UAE       | Pont | Helyezés |
| ---- | --------------- | ----------------- | ------- | ---------------- | --------- | --------- | --------- | --------- | --------- | --------- | --------- | --------- | --------- | --------- | --------- | --------- | --------- | --------- | --------- | --------- | --------- | --------- | --------- | --------- | --------- | ---- | -------- |
| 2019 | McLaren F1 Team | Renault E-Tech 19 | P       | Lando Norris     | 12        | 6         | 18†       | 8         | Ki        | 11        | Ki        | 9         | 6         | 11        | Ki        | 9         | 11†       | 10        | 7         | 8         | 13        | KI        | 7         | 8         | 8         | 145  | 4.       |
| 2019 | McLaren F1 Team | Renault E-Tech 19 | P       | Carlos Sainz Jr. | Ki        | 19†       | 14        | 7         | 8         | 6         | 11        | 6         | 8         | 6         | 5         | 5         | Ki        | Ki        | 12        | 6         | 5         | 13        | 8         | 3         | 10        | 145  | 4.       |

- † Nem fejezte be a futamot, de rangsorolták, mert teljesítette a versenytáv 90%-át.
  - A sz† – Nem fejezte be a futamot, de rangsorolva lett, mert teljesítette a versenytáv 90%-át.